# PGW LRT-3 SWS
PGW LRT-3 SWS — канадська крупнокаліберна снайперська гвинтівка зі ковзним затвором, створена компанією PGW Defence Technologies Inc. Калібр гвинітки становить 12,7 міліметра. Набої – .50 BMG, який був створений ще в 1920-х роках під кулемет Browning M1921, а згодом стандартизований НАТО.

## Характеристики
Довжина гвинтівки LRT-3 з відкинутим прикладом становить 1333 міліметри, зі складеним прикладом – 1104 міліметри. Ширина гвинтівки з відкинутим прикладом – 63 міліметри, а зі складеним прикладом – 127 міліметрів. Приклад зброї повністю регулюється по довжині, висоті опори під щоку стрільця і положенню амортизуючої подушки потиличника.
Ефективна дальність стрільби гвинтівка LRT-3 становить 1,8 кілометра; боєпоставка – 5-патронний магазин. Купність стрільби не більше 0,5 і важить вона 11,42 кілограма.

## Користувачі
Наприкінці липня 2018-го року депутат від Консервативної партії Канади Джеймс Безан розказав, що канадська компанія з виробництва зброї уклала контракт на поставку в Україну снайперських гвинтівок. Мова йшла про гвинтівки PGW LRT-3 під набій .50 BMG вартістю 770 000 доларів. В листопаді 2019 року стало відомо, що партія гвинтівок з Канади незабаром прибуде в Україну. 
В рамках військової допомоги у бородьбі України проти російської агресії в квітні 2023 року Канада оголосила новий пакет військової підтримки України на майже $29 млн. Нова військова допомога включатиме 40 снайперських гвинтівок PGW LRT-3 SWS, 16 радіостанцій і внесок до фонду НАТО для допомоги Києву.